# Climatère
Le climatère est selon l'inspiration pythagoricienne des âges de la vie la période de transformation des corps liés à la vieillesse borné par un « âge critique ». Il devient en médecine, après l'apparition de la notion de ménopause au XVIIIe siècle et de celle d'andropause au XXe, un synonyme de ces deux termes englobant les périodes qui les suivent (post-ménopause) ou qui les précédent (préménopause) et, par extension, lorsqu'il est question de troubles climatériques, de l'ensemble des symptômes induits ou non par la carence œstrogénique. 

## Âges climatériques attribués à Pythagore
Selon une théorie attribuée à Pythagore, la vie se découperait en tranches d'âges de 7 ans, la dernière année de chacune de ces tranches correspondant à des risques critiques de maladie ou de mort (7, 14, 21, etc). D'autres théories analogues appliquent le même raisonnement, qualifié de divinatoire par l'Encyclopédie de Diderot, à des périodes de neuf ans . Les âges de 63 — la grande climatérie — et 49 ans sont jugés comme particulièrement dangereux. En 1802, un médecin et philosophe, Cabanis, reprend l'idée, en prétendant la débarrasser de ses composantes ésotériques et s'appuyer sur des constats médicaux. Il situe le passage à la vieillesse à 49 ou 56 ans, selon les cas.    
Cette vision d'un climatère général à l'être humain, aussi défini comme âge critique, période charnière séparant l'âge adulte de la vieillesse, persiste au XXe siècle, et un manuel de psychologie médicale de 1974 le situe entre 50 et 55 ans.  

## La médicalisation et la sexualisation du climatère
Toutefois, lorsque le climatère devient associé à des composantes endocriniennes, apparaît la sexualisation du terme et sa division entre climatère féminin et climatère masculin, l'existence du second étant tardive et faisant l'objet de nombreuses contestations surtout quand l'andropause est traitée de façon symétrique à la ménopause, certains professionnels acceptant de qualifier les symptômes sous le nom de climatère, mais rejetant celui d'andropause, préférant parler de « syndrome de déficit en testostérone ». 
Avec les liens faits avec l'endocrinologie, le climatère prend un sens plus restreint, et en 1935, un intervenant dans un congrès, parlant d'affections constatées pendant la ménopause, rapporte : « De même, il est parfois très difficile de qualifier quels phénomènes appartiennent au climatère, et lesquels appartiennent à la sénilité », tout en en précisant que ces doutes ne sont pas très importants. 

## Climatère masculin, ou andropause
Pour le MeSH en 2008, le climatère masculin est synonyme d'andropause, caractérisé comme  « l'état endocrinien masculin, caractérisé par une baisse significative de la production de testostérone, de dihydroépiandrostérone, et d'hormones telles que l'hormone de croissance. Les symptômes de l'andropause sont liés au manque d'androgènes : dépression, troubles sexuels, et ostéoporose. L'andropause peut être aussi provoquée par un traitement hormonal. »